# Aurolzmünster
Aurolzmünster – gmina targowa w Austrii, w kraju związkowym Górna Austria, w powiecie Ried im Innkreis. Liczy 2870 mieszkańców (1 stycznia 2015).